# 3003 Koncek
3003 Koncek је астероид главног астероидног појаса са средњом удаљеношћу од Сунца која износи 3,024 астрономских јединица (АЈ).
Апсолутна магнитуда астероида је 11,3 а геометријски албедо 0,085.